# Hermann Vermeil
Hans Anton Hermann Vermeil (* 20. Oktober 1889 in Dresden; † 1959) war ein deutscher Mathematiker, der den ersten veröffentlichten Beweis dafür erbrachte, dass die Skalarkrümmung die einzige absolute Invariante unter denjenigen des vorgeschriebenen Typs ist, die für Albert Einsteins Theorie geeignet sind. Der Satz wurde von ihm 1917 bewiesen, als er Hermann Weyls Assistent war.

## Leben
Vermeil war ein Neffe des Mathematikers und Hochschullehrers Hans von Mangoldt. Ab 1909 studierte er in Danzig, Tübingen und Leipzig, wo er 1914 promoviert wurde. Von 1917 bis 1918 setzte er seine Studien in Göttingen fort. 1919 war er als Hochschulassistent in Göttingen und Danzig tätig, 1923 in Aachen. Ab 1925 unterrichtete er als Studienrat an der Technischen Staatslehranstalt in Köln.

## Schriften (Auswahl)
- Das Näherungsverfahren Xn=[Phi](Xn-1) und seine Anwendung auf Theorie und Praxis algebraischer und transzendenter Gleichungen. Dissertation Leipzig 1914. Borna-Leipzig; Noske 1914.
- Bestimmung einer quadratischen Differentialform aus der Riemannschen und den Christoffelschen Differentialinvarianten mit Hilfe von Normalkoordinaten. In: Mathematische Annalen, Bd. 19, 1918. S. 209–312.

Herausgeberschaft
Felix Klein: Gesammelte mathematische Abhandlungen. Hrsg. von Robert Fricke, A. Ostrowski, Hermann Vermeil,  Erich Bessel-Hagen. Band 1–3. Berlin: Springer; Reprint der Ausg. Berlin 1922. (Springer Collection Works in Mathematics.)
1. Liniengeometrie – Grundlegung der Geometrie zum Erlanger Programm. 1922.
2.  Anschauliche Geometrie – Substitutionsgruppen und Gleichungstheorie – Zur Mathematischen Physik.
3. Elliptische Funktionen, Insbesondere Modulfunktionen – Hyperelliptische und Abelsche Funktionen – Riemannsche Funktionentheorie und Automorphe Funktionen.